# Campionati europei di ciclismo su strada 2021 - Cronometro femminile Junior
La cronometro femminile Junior dei Campionati europei di ciclismo su strada 2021, diciassettesima edizione della prova, si disputò il 7 settembre 2021 su un percorso di 22,4  km con partenza ed arrivo a Trento, in Trentino-Alto Adige. La medaglia d'oro fu appannaggio della russa Alena Ivanchenko, la quale completò il percorso con il tempo di 29'11"82, alla media di 46,03 km/h; l'argento andò alla tedesca Antonia Niedermaier e il bronzo all'olandese Elise Uijen.
Partenza con 38 cicliste, le quali tutte portarono a termine la competizione.

## Ordine d'arrivo (Top 10)
| Pos. | Corridore           | Squadra     | Tempo    |
| ---- | ------------------- | ----------- | -------- |
| 1    | Alena Ivanchenko    | Russia      | 29'11"82 |
| 2    | Antonia Niedermaier | Germania    | a 31"    |
| 3    | Elise Uijen         | Paesi Bassi | a 53"    |
| 4    | Anna van der Meiden | Paesi Bassi | a 1'01"  |
| 5    | Anniina Ahtosalo    | Finlandia   | 2'07"    |
| 6    | Églantine Rayer     | Francia     | s.t.     |
| 7    | Selma Lantzsch      | Germania    | 2'11"    |
| 8    | Eliška Kvasničková  | Rep. Ceca   | a 2'23"  |
| 9    | Carlotta Cipressi   | Italia      | a 2'24"  |
| 10   | Wilma Aintila       | Finlandia   | a 2'45"  |